# Lijst van rijksmonumenten in Gulpen-Wittem
De gemeente Gulpen-Wittem telt 289 inschrijvingen in het rijksmonumentenregister. Hieronder een overzicht.

## Beutenaken
De plaats Beutenaken telt 1 inschrijving in het rijksmonumentenregister.
| Object | Oorspronkelijke functie? | Bouwjaar | Architect | Locatie       | Coördinaten?                 | Nr.?   | Afbeelding        |
| --- | ------------------------ | -------- | --------- | ------------- | ---------------------------- | ------ | ----------------- |
| Vakwerk-boerderij op Z-vormige plattegrond, grotendeels met lage verdieping en onder met rode Hollandse pannen gedekte zadeldaken | Boerderij                | 18e eeuw |           | Beutenaken 38 | 50° 47' 3" NB, 5° 51' 21" OL | 337328 | Meer afbeeldingen |

## Billinghuizen
De plaats Billinghuizen telt 3 inschrijvingen in het rijksmonumentenregister.
| Object                                 | Oorspronkelijke functie? | Bouwjaar                                                                            | Architect | Locatie        | Coördinaten?                  | Nr.?  | Afbeelding        |
| -------------------------------------- | ------------------------ | ----------------------------------------------------------------------------------- | --------- | -------------- | ----------------------------- | ----- | ----------------- |
| Kasteel Groenendaal of Ophem           | Kasteel, buitenplaats    | eerste helft 19e eeuw 1823 (poortgebouw) derde kwart 18e eeuw (voormalig herenhuis) |           | Slenakerweg 3  | 50° 47' 58" NB, 5° 51' 54" OL | 18835 | Meer afbeeldingen |
| Op gen Hofke. Boerderijtje van vakwerk | Boerderij                | 18e eeuw                                                                            |           | Slenakerweg 8  | 50° 47' 29" NB, 5° 51' 29" OL | 18836 | Meer afbeeldingen |
| Kasteel Karsveld                       | Kasteel, buitenplaats    | 15e,16e eeuw (resten)                                                               |           | Slenakerweg 21 | 50° 47' 20" NB, 5° 51' 39" OL | 18838 | Meer afbeeldingen |

## Bissen
De plaats Bissen telt 6 inschrijvingen in het rijksmonumentenregister.
| Object                                                                                    | Oorspronkelijke functie? | Bouwjaar     | Architect | Locatie             | Coördinaten?                  | Nr.?  | Afbeelding                                                                            |
| ----------------------------------------------------------------------------------------- | ------------------------ | ------------ | --------- | ------------------- | ----------------------------- | ----- | ------------------------------------------------------------------------------------- |
| Vakwerkhuis, bespijkerde deur                                                             | Boerderij                | 18e eeuw     |           | Dal Bissenweg 7     | 50° 47' 18" NB, 5° 54' 10" OL | 39118 | Meer afbeeldingen                                                                     |
| Groot woonhuis met vakwerkverdieping en zadeldak; getoogde vensters                       | Woonhuis                 | 18e eeuw     |           | Dal Bissenweg 4     | 50° 47' 23" NB, 5° 54' 42" OL | 39119 | Groot woonhuis met vakwerkverdieping en zadeldak; getoogde vensters                   |
| Vakwerkhuis met voorgevel van baksteen; los vakwerkschuurtje                              | Appartementengebouw      | 18e-19e eeuw |           | Dal Bissenweg bij 4 | 50° 47' 23" NB, 5° 54' 42" OL | 39120 | Vakwerkhuis met voorgevel van baksteen; los vakwerkschuurtje                          |
| Witgeverfde hoeve van baksteen, vakwerk en breuksteen. Onder een dak met buurnummer 6     | Boerderij                | 18e-19e eeuw |           | Dal Bissenweg 8     | 50° 47' 23" NB, 5° 54' 40" OL | 39121 | Witgeverfde hoeve van baksteen, vakwerk en breuksteen. Onder een dak met buurnummer 6 |
| Hoeve van vakwerk, breuksteen en baksteen. Witgeverfd. Onder een dak met het buurnummer 8 | Boerderij                | 18e-19e eeuw |           | Dal Bissenweg 6     | 50° 47' 23" NB, 5° 54' 40" OL | 39122 | Meer afbeeldingen                                                                     |
| Schuur van vakwerk, baksteen en breuksteen                                                | Boerderij                | 18e-19e eeuw |           | Dal Bissenweg bij 8 | 50° 47' 22" NB, 5° 54' 41" OL | 39123 | Schuur van vakwerk, baksteen en breuksteen                                            |

## Bommerig
De plaats Bommerig telt 10 inschrijvingen in het rijksmonumentenregister. Zie Lijst van rijksmonumenten in Bommerig voor een overzicht.

## Diependal
De plaats Diependal telt 10 inschrijvingen in het rijksmonumentenregister. Zie Lijst van rijksmonumenten in Diependal voor een overzicht.

## Elzet
De plaats Elzet telt 4 inschrijvingen in het rijksmonumentenregister.
| Object                                                    | Oorspronkelijke functie? | Bouwjaar              | Architect | Locatie       | Coördinaten?                  | Nr.?  | Afbeelding        |
| --------------------------------------------------------- | ------------------------ | --------------------- | --------- | ------------- | ----------------------------- | ----- | ----------------- |
| Hoeve met binnenplaats; de woning grotendeels van vakwerk | Boerderij                | 18e-19e eeuw          |           | Elzeterweg 5  | 50° 47' 21" NB, 5° 56' 23" OL | 39133 | Meer afbeeldingen |
| T-vormige hoeve, grotendeels van vakwerk                  | Boerderij                | 18e eeuw              |           | Elzeterweg 2  | 50° 47' 25" NB, 5° 56' 20" OL | 39134 | Meer afbeeldingen |
| Vakwerkhuis                                               | Boerderij                | 18e eeuw              |           | Elzeterweg 3  | 50° 47' 22" NB, 5° 56' 25" OL | 39135 | Meer afbeeldingen |
| Vakwerkhuis                                               | Boerderij                | eerste helft 19e eeuw |           | Schreursweg 5 | 50° 47' 23" NB, 5° 56' 14" OL | 39136 | Vakwerkhuis       |

## Epen
De plaats Epen telt 18 inschrijvingen in het rijksmonumentenregister. Zie Lijst van rijksmonumenten in Epen voor een overzicht.

## Eperheide
De plaats Eperheide telt 10 inschrijvingen in het rijksmonumentenregister. Zie Lijst van rijksmonumenten in Eperheide voor een overzicht.

## Etenaken
De plaats Etenaken telt 8 inschrijvingen in het rijksmonumentenregister. Zie Lijst van rijksmonumenten in Etenaken voor een overzicht.

## Eys
De plaats Eys telt 25 inschrijvingen in het rijksmonumentenregister. Zie Lijst van rijksmonumenten in Eys voor een overzicht.

## Gulpen
De plaats Gulpen telt 34 inschrijvingen in het rijksmonumentenregister. Zie Lijst van rijksmonumenten in Gulpen voor een overzicht.

## Heijenrath
De plaats Heijenrath telt 2 inschrijvingen in het rijksmonumentenregister.
| Object                                        | Oorspronkelijke functie? | Bouwjaar              | Architect | Locatie                  | Coördinaten?                  | Nr.?   | Afbeelding        |
| --------------------------------------------- | ------------------------ | --------------------- | --------- | ------------------------ | ----------------------------- | ------ | ----------------- |
| Langgerekte hoeve met haakse vleugel; vakwerk | Boerderij                | eerste helft 19e eeuw |           | Heijenratherweg 15       | 50° 46' 31" NB, 5° 52' 28" OL | 39189  | Meer afbeeldingen |
| Mariakapel                                    | Kapel                    | 1875                  |           | Grote Bosweg tegenover 2 | 50° 46' 34" NB, 5° 52' 28" OL | 506472 | Meer afbeeldingen |

## Helle
De plaats Helle telt 5 inschrijvingen in het rijksmonumentenregister.
| Object | Oorspronkelijke functie? | Bouwjaar | Architect | Locatie              | Coördinaten?                  | Nr.?  | Afbeelding |
| --- | ------------------------ | -------- | --------- | -------------------- | ----------------------------- | ----- | --- |
| Grote vakwerkhoeve met binnenplaats, vensters ten dele tweelichters voorzien van luiken. Aan de achterzijde van de binnenplaats een bakhuis en een poort | Boerderij                | 18e eeuw |           | Bommerigerweg        | 50° 47' 12" NB, 5° 55' 44" OL | 39109 | Grote vakwerkhoeve met binnenplaats, vensters ten dele tweelichters voorzien van luiken. Aan de achterzijde van de binnenplaats een bakhuis en een poort |
| Grote vakwerkhoeve met binnenplaats. Vensters, ten dele tweelichts, voorzien van luiken. Aan de achterzijde van de binnenplaats een bakhuis en een poort | Boerderij                | 18e eeuw |           | Bommerigerweg 14A    | 50° 47' 12" NB, 5° 55' 44" OL | 39184 | Grote vakwerkhoeve met binnenplaats. Vensters, ten dele tweelichts, voorzien van luiken. Aan de achterzijde van de binnenplaats een bakhuis en een poort |
| Stallen van vakwerk behorende bij grote vakwerkhoeve met binnenplaats. Vormt een geheel met Bommerigerweg 16                                             | Boerderij                |          |           | Bommerigerweg bij 16 | 50° 47' 11" NB, 5° 55' 44" OL | 39185 | Meer afbeeldingen |
| Vakwerkhoeve met binnenplaats | Boerderij                | 18e eeuw |           | Bommerigerweg 20     | 50° 47' 10" NB, 5° 55' 44" OL | 39187 | Meer afbeeldingen |
| Vakwerkhoeve van onregelmatige aanleg. het woonhuis met uitbouw en geschoord dakoverstek                                                                 | Boerderij                | 18e eeuw |           | Bommerigerweg 24     | 50° 47' 10" NB, 5° 55' 44" OL | 39188 | Meer afbeeldingen |

## Hilleshagen
De plaats Hilleshagen telt 9 inschrijvingen in het rijksmonumentenregister.
| Object                                                                                            | Oorspronkelijke functie? | Bouwjaar     | Architect | Locatie                | Coördinaten?                  | Nr.?   | Afbeelding        |
| ------------------------------------------------------------------------------------------------- | ------------------------ | ------------ | --------- | ---------------------- | ----------------------------- | ------ | ----------------- |
| Langgerekt vakwerkpand                                                                            | Boerderij                | 18e eeuw     |           | Hilleshagerweg 37      | 50° 47' 56" NB, 5° 56' 45" OL | 39190  | Meer afbeeldingen |
| Vakwerkhuis met bakstenen topgevel                                                                | Boerderij                | 18e-19e eeuw |           | Hilleshagerweg 39      | 50° 47' 55" NB, 5° 56' 45" OL | 39191  | Meer afbeeldingen |
| Hoeve met bouwplaats, grotendeels van vakwerk; bakstenen topgevel met beeldnisje; deur met kepers | Boerderij                | 18e-19e eeuw |           | Hilleshagerweg 43      | 50° 47' 56" NB, 5° 56' 47" OL | 39192  | Meer afbeeldingen |
| Groot vakwerkhuis met wolfdak                                                                     | Boerderij                | 17e-18e eeuw |           | Hilleshagerweg 94      | 50° 47' 56" NB, 5° 56' 34" OL | 39194  | Meer afbeeldingen |
| Vakwerkhuis, ten dele in baksteen vernieuwd. Losse vakwerkschuur                                  | Boerderij                | 18e eeuw     |           | Hilleshagerweg 102     | 50° 47' 56" NB, 5° 56' 37" OL | 39195  | Meer afbeeldingen |
| Vakwerkhoeve met binnenplaats                                                                     | Boerderij                | 18e eeuw     |           | Hilleshagerweg 108A    | 50° 47' 54" NB, 5° 56' 47" OL | 39196  | Meer afbeeldingen |
| Vakwerkhuis                                                                                       | Boerderij                | 19e eeuw     |           | Hilleshagerweg 112     | 50° 47' 52" NB, 5° 57' 3" OL  | 39197  | Meer afbeeldingen |
| Langgerekte vakwerkhoeve                                                                          | Boerderij                | 18e eeuw     |           | Hilleshagerweg 120     | 50° 47' 52" NB, 5° 57' 6" OL  | 39198  | Meer afbeeldingen |
| Vakwerkschuur                                                                                     | Boerderij                | ca. 1700     |           | Hilleshagerweg bij 122 | 50° 47' 50" NB, 5° 57' 12" OL | 338317 | Meer afbeeldingen |

## Höfke
De plaats Höfke telt 7 inschrijvingen in het rijksmonumentenregister.
| Object                                                                                    | Oorspronkelijke functie?  | Bouwjaar    | Architect | Locatie     | Coördinaten?                 | Nr.?   | Afbeelding        |
| ----------------------------------------------------------------------------------------- | ------------------------- | ----------- | --------- | ----------- | ---------------------------- | ------ | ----------------- |
| Huis van vakwerk. Overstekend dak op geprofileerde schoren                                | Woonhuis                  | 18e eeuw    |           | Höfke 1     | 50° 47' 23" NB, 5° 55' 4" OL | 39199  | Meer afbeeldingen |
| Huis van vakwerk en gedeeltelijk van breuksteen. Overstekend dak op geprofileerde schoren | Woonhuis                  | 18e eeuw    |           | Höfke 3     | 50° 47' 23" NB, 5° 55' 4" OL | 39200  | Meer afbeeldingen |
| Haakvormig vakwerkhuis met schuur                                                         | Woonhuis                  | 18e eeuw    |           | Höfke 5     | 50° 47' 22" NB, 5° 55' 3" OL | 39201  | Meer afbeeldingen |
| 't Höfke                                                                                  | Woonhuis                  | 18e eeuw    |           | Höfke 7     | 50° 47' 22" NB, 5° 55' 2" OL | 39202  | Meer afbeeldingen |
| Bovenste Molen                                                                            | Industrie- en poldermolen | 1828 / 1978 |           | Eperweg 19  | 50° 47' 17" NB, 5° 55' 9" OL | 39203  | Meer afbeeldingen |
| 't Höfke                                                                                  | Boerderij                 | 18e eeuw    |           | Hofke 2     | 50° 47' 23" NB, 5° 55' 4" OL | 39204  | Meer afbeeldingen |
| Bakhuis                                                                                   | Boerderij                 |             |           | Hofke bij 2 | 50° 47' 24" NB, 5° 55' 2" OL | 527765 | Bakhuis           |

## Hurpesch
De plaats Hurpesch telt 4 inschrijvingen in het rijksmonumentenregister.
| Object | Oorspronkelijke functie? | Bouwjaar     | Architect | Locatie          | Coördinaten?                 | Nr.?  | Afbeelding        |
| --- | ------------------------ | ------------ | --------- | ---------------- | ---------------------------- | ----- | ----------------- |
| Langgerekt vakwerkpand en haaks hierop losse vakwerkschuur | Boerderij                | 18e eeuw     |           | Hurpescherweg 3  | 50° 47' 8" NB, 5° 55' 20" OL | 39205 | Meer afbeeldingen |
| Vakwerkschuur met geschoord dakoverstek | Boerderij                | 18e eeuw     |           | Hurpescherweg 5  | 50° 47' 3" NB, 5° 55' 33" OL | 39206 | Meer afbeeldingen |
| Langgerekte vakwerkpand met tweelichtvensters en evenwijdig hiermee een losse vakwerkschuur met aangebouwd vakhuis; topgevels bekleed met planken (op de plaats van het vroegere kasteel Hurpesch) | Woonhuis                 | 18e eeuw     |           | Hurpescherweg 4  | 50° 47' 6" NB, 5° 55' 14" OL | 39207 | Meer afbeeldingen |
| Langgerekt vakwerkpand, ten dele in baksteen vernieuwd | Boerderij                | 18e-19e eeuw |           | Hurpescherweg 10 | 50° 47' 2" NB, 5° 55' 39" OL | 39208 | Meer afbeeldingen |

## Ingber
De plaats Ingber telt 8 inschrijvingen in het rijksmonumentenregister. Zie Lijst van rijksmonumenten in Ingber voor een overzicht.

## Kleeberg
De plaats Kleeberg telt 4 inschrijvingen in het rijksmonumentenregister.
| Object                                                                         | Oorspronkelijke functie? | Bouwjaar     | Architect | Locatie         | Coördinaten?                  | Nr.?  | Afbeelding        |
| ------------------------------------------------------------------------------ | ------------------------ | ------------ | --------- | --------------- | ----------------------------- | ----- | ----------------- |
| Huis van vakwerk. Tweelichtvensters. Een geheel vormend met het buurnummer 6   | Woonhuis                 | 17e-18e eeuw |           | Bommerigerweg 2 | 50° 47' 34" NB, 5° 55' 37" OL | 39209 | Meer afbeeldingen |
| Huis van vakwerk. Tweelichtvensters. Een geheel vormend met het buurnummer 4   | Woonhuis                 | 17e-18e eeuw |           | Bommerigerweg 6 | 50° 47' 33" NB, 5° 55' 37" OL | 39210 | Meer afbeeldingen |
| Langgerekt vakwerkpand met uitbouw, geschoord dakoverstek en tweelichtvensters | Woonhuis                 | 18e eeuw     |           | Bommerigerweg 8 | 50° 47' 31" NB, 5° 55' 38" OL | 39211 | Meer afbeeldingen |
| Langgerekt vakwerkhuis met geschoord dakoverstek                               | Boerderij                | 18e-19e eeuw |           | Kleebergerweg 1 | 50° 47' 23" NB, 5° 55' 43" OL | 39212 | Meer afbeeldingen |

## Kuttingen
De plaats Kuttingen telt 5 inschrijvingen in het rijksmonumentenregister.
| Object | Oorspronkelijke functie? | Bouwjaar        | Architect | Locatie         | Coördinaten?                  | Nr.?  | Afbeelding |
| --- | ------------------------ | --------------- | --------- | --------------- | ----------------------------- | ----- | --- |
| Vakwerkhuis met lager bedrijfsgedeelte; topgevel in baksteen vernieuwd                                           | Boerderij                | 18e-19e eeuw    |           | Kuttingerweg 6  | 50° 45' 30" NB, 5° 55' 16" OL | 39213 | Meer afbeeldingen                                                                                                |
| Pand achteraan van vakwerk                                                                                       | Boerderij                | 19e eeuw        |           | Kuttingerweg 7  | 50° 45' 31" NB, 5° 55' 22" OL | 39214 | Meer afbeeldingen                                                                                                |
| Groot langgerekt vakwerkpand; met aan beide korte zijden lagere bedrijfsgedeelten; nr 8 met gesneden bovendorpel | Woonhuis                 | 18e eeuw / 1707 |           | Kuttingerweg 5  | 50° 45' 31" NB, 5° 55' 16" OL | 39215 | Groot langgerekt vakwerkpand; met aan beide korte zijden lagere bedrijfsgedeelten; nr 8 met gesneden bovendorpel |
| Vakwerkhuis | Woonhuis                 | 1767            |           | 't Veld 1a      | 50° 45' 6" NB, 5° 55' 15" OL  | 39216 | Meer afbeeldingen                                                                                                |
| Chèvre | Boerderij                | 18e eeuw        |           | Kuttingerweg 2A | 50° 45' 53" NB, 5° 54' 58" OL | 39273 | Meer afbeeldingen                                                                                                |

## Mechelen
De plaats Mechelen telt 29 inschrijvingen in het rijksmonumentenregister. Zie Lijst van rijksmonumenten in Mechelen voor een overzicht.

## Nijswiller
De plaats Nijswiller telt 2 inschrijvingen in het rijksmonumentenregister.
| Object             | Oorspronkelijke functie? | Bouwjaar         | Architect | Locatie            | Coördinaten?                  | Nr.?  | Afbeelding        |
| ------------------ | ------------------------ | ---------------- | --------- | ------------------ | ----------------------------- | ----- | ----------------- |
| Kasteel Nijswiller | Kasteel, buitenplaats    | 17e/18e/19e eeuw |           | Kolmonderstraat 18 | 50° 48' 26" NB, 5° 57' 33" OL | 39242 | Meer afbeeldingen |
| Sint-Dionysiuskerk | Kerk en kerkonderdeel    | 12e eeuw (delen) |           | Kerkstraat 31      | 50° 48' 30" NB, 5° 57' 32" OL | 39243 | Meer afbeeldingen |

## Partij
De plaats Partij-Wittem telt 3 inschrijvingen in het rijksmonumentenregister.
| Object                                                                            | Oorspronkelijke functie? | Bouwjaar                                               | Architect | Locatie          | Coördinaten?                  | Nr.?  | Afbeelding        |
| --------------------------------------------------------------------------------- | ------------------------ | ------------------------------------------------------ | --------- | ---------------- | ----------------------------- | ----- | ----------------- |
| 't Wienhoes                                                                       | Boerderij                | eerste helft 18e eeuw - 19e eeuw                       |           | Oude Heirbaan 6  | 50° 48' 34" NB, 5° 55' 1" OL  | 39245 | Meer afbeeldingen |
| Kokkelmanshuis                                                                    | Woonhuis                 | 18e eeuw                                               |           | Oude Heirbaan 11 | 50° 48' 33" NB, 5° 54' 56" OL | 39246 | Meer afbeeldingen |
| Haakvormige hoeve met vakwerkwoonhuis met schuur en losse vakwegschuur aan de weg | Boerderij                | 18e eeuw (hoeve) 1869 (schuur) 18e eeuw (losse schuur) |           | Partijerweg 8    | 50° 48' 31" NB, 5° 55' 9" OL  | 39247 | Meer afbeeldingen |

## Pesaken
De plaats Pesaken telt 3 inschrijvingen in het rijksmonumentenregister.
| Object | Oorspronkelijke functie? | Bouwjaar              | Architect | Locatie     | Coördinaten?                  | Nr.?  | Afbeelding        |
| --- | ------------------------ | --------------------- | --------- | ----------- | ----------------------------- | ----- | ----------------- |
| Vakwerkhoeve, bestaande uit twee losse gebouwen; het grootste met breukstenen onderbouw                               | Boerderij                | 18e eeuw              |           | Kampsweg 66 | 50° 47' 58" NB, 5° 52' 17" OL | 18848 | Meer afbeeldingen |
| Vakwerk-boerderij op L-vormige plattegrond, zonder verdieping en onder met blauwe Hollandse pannen gedekte zadeldaken | Boerderij                | 18e eeuw              |           | Kampsweg 76 | 50° 47' 56" NB, 5° 52' 19" OL | 46724 | Meer afbeeldingen |
| Langgerekt vakwerkhuis met kleine dwarsgerichte aanbouwsels                                                           | Boerderij                | eerste helft 19e eeuw |           | Pesaken 26  | 50° 47' 56" NB, 5° 52' 8" OL  | 18849 | Meer afbeeldingen |

## Plaat
De plaats Plaat telt 5 inschrijvingen in het rijksmonumentenregister.
| Object                                                                                          | Oorspronkelijke functie?  | Bouwjaar                                 | Architect | Locatie        | Coördinaten?                  | Nr.?  | Afbeelding        |
| ----------------------------------------------------------------------------------------------- | ------------------------- | ---------------------------------------- | --------- | -------------- | ----------------------------- | ----- | ----------------- |
| Volmolen                                                                                        | Industrie- en poldermolen | 1882 (herbouw)                           |           | Plaatweg 1     | 50° 46' 10" NB, 5° 55' 10" OL | 39248 | Meer afbeeldingen |
| Hoeve Vernelsberg                                                                               | Boerderij                 | 17e-18e eeuw (bouw) 1945-1947 (hersteld) |           | Plaatweg 3     | 50° 45' 60" NB, 5° 55' 20" OL | 39249 | Meer afbeeldingen |
| Langgerekte vakwerkhoeve met dakoverstek op schoren; versierde bovendorpel; schuur van baksteen | Boerderij                 | 1678                                     |           | Plaatweg 2     | 50° 46' 6" NB, 5° 54' 58" OL  | 39250 | Meer afbeeldingen |
| Vakwerkhuis en losse werkschuur                                                                 | Woonhuis                  | 18e-19e eeuw                             |           | Terzieterweg 6 | 50° 46' 10" NB, 5° 54' 52" OL | 39251 | Meer afbeeldingen |
| Langgerekt vakwerkpand                                                                          | Boerderij                 | 1743/1757                                |           | Terzieterweg 8 | 50° 46' 9" NB, 5° 54' 53" OL  | 39252 | Meer afbeeldingen |
| Eperhuis/Dorpshof                                                                               | Boerderij                 | 18e eeuw                                 |           | Dorphof 2      | 50° 46' 15" NB, 5° 54' 53" OL | 39149 | Meer afbeeldingen |

## Reijmerstok
De plaats Reijmerstok telt 7 inschrijvingen in het rijksmonumentenregister.
| Object | Oorspronkelijke functie? | Bouwjaar                                              | Architect    | Locatie                       | Coördinaten?                  | Nr.?   | Afbeelding        |
| --- | ------------------------ | ----------------------------------------------------- | ------------ | ----------------------------- | ----------------------------- | ------ | ----------------- |
| Vakwerkhoeve; gelegen aan een driesprong | Boerderij                | 18e eeuw                                              |              | Reijmerstokkerdorpsstraat 108 | 50° 47' 59" NB, 5° 50' 14" OL | 18850  | Meer afbeeldingen |
| De Puthof, vroeger genaamd Brokkenhofke. Grote herenhoeve met binnenplaats | Boerderij                | 17e/18e eeuw 1943 (bedrijfsvleugel herbouwd na brand) |              | Reijmerstokkerdorpsstraat 130 | 50° 47' 49" NB, 5° 50' 9" OL  | 18851  | Meer afbeeldingen |
| Vakwerkhuis (oorspronkelijk boerderij) op U-vormige plattegrond, ten dele met lage verdieping en onder met rode Hollandse pannen gedekte zadeldaken | Woonhuis                 | 17e/18e eeuw                                          |              | Reijmerstokkerdorpsstraat 59  | 50° 48' 9" NB, 5° 50' 34" OL  | 46720  | Meer afbeeldingen |
| Ten dele in 18e- en 19e-eeuws vakwerk, ten dele in schoon metselwerk opgetrokken Limburgse hoeve op U-vormige plattegrond, ten dele met lage verdieping en onder met rode Hollandse en rode muldenpannen gedekte zadeldaken                                              | Boerderij                | 1758 (schuur) 1976-1981 (gerestaureerd)               |              | Reijmerstokkerdorpsstraat 75  | 50° 48' 5" NB, 5° 50' 25" OL  | 46721  | Meer afbeeldingen |
| Voormalige Limburgse hoeve, ten dele in vakwerk, ten dele in gepleisterd, geverfd en schoon metselwerk opgetrokken, deels tot pension verbouwde rond binnenplaats, ten dele met verdieping en onder met rode en blauwe Hollandse en rode muldenpannen gedekte zadeldaken | Boerderij                | 18e eeuw                                              |              | Reijmerstokkerdorpsstraat 77  | 50° 48' 5" NB, 5° 50' 23" OL  | 46722  | Meer afbeeldingen |
| Vakwerkhuis (oorspronkelijk boerderij) op L-vormige plattegrond, woongedeelte met verdieping en onder met rode Hollandse pannen gedekte zadeldaken | Boerderij                | 18e eeuw                                              |              | Reijmerstokkerdorpsstraat 96  | 50° 48' 2" NB, 5° 50' 16" OL  | 46723  | Meer afbeeldingen |
| Franciscus van Assisi: R.K. Kerk | Kerk en kerkonderdeel    | 1923                                                  | Jos Wielders | Reijmerstokkerdorpsstraat 95  | 50° 48' 2" NB, 5° 50' 19" OL  | 491690 | Meer afbeeldingen |

## Schweiberg
De plaats Schweiberg telt 13 inschrijvingen in het rijksmonumentenregister. Zie Lijst van rijksmonumenten in Schweiberg voor een overzicht.

## Slenaken
De plaats Slenaken telt 9 inschrijvingen in het rijksmonumentenregister. Zie Lijst van rijksmonumenten in Slenaken voor een overzicht.

## Terziet
De plaats Terziet telt 8 inschrijvingen in het rijksmonumentenregister.
| Object                                                             | Oorspronkelijke functie? | Bouwjaar     | Architect | Locatie         | Coördinaten?                  | Nr.?   | Afbeelding                                                         |
| ------------------------------------------------------------------ | ------------------------ | ------------ | --------- | --------------- | ----------------------------- | ------ | ------------------------------------------------------------------ |
| De Woscoul                                                         | Boerderij                | 18e-19e eeuw |           | Terzieterweg 3  | 50° 46' 13" NB, 5° 54' 54" OL | 39148  | Meer afbeeldingen                                                  |
| Langgerekt vakwerkhuis en bakhuis                                  | Boerderij                | 18e eeuw     |           | Terzieterweg 9  | 50° 45' 44" NB, 5° 54' 52" OL | 39274  | Meer afbeeldingen                                                  |
| Langgerekt vakwerkpand                                             | Boerderij                | 18e eeuw     |           | Terzieterweg 14 | 50° 45' 55" NB, 5° 54' 51" OL | 39275  | Meer afbeeldingen                                                  |
| Langgerekt vakwerkpand; de latere voorgevel van nr 20 van baksteen | Woonhuis                 | 18e eeuw     |           | Terzieterweg 20 | 50° 45' 44" NB, 5° 54' 45" OL | 39276  | Langgerekt vakwerkpand; de latere voorgevel van nr 20 van baksteen |
| Vakwerkhuis                                                        | Woonhuis                 | 19e eeuw     |           | Terzieterweg 24 | 50° 45' 43" NB, 5° 54' 44" OL | 39277  | Meer afbeeldingen                                                  |
| Groot vakwerkpand en losse vakwerkschuur                           | Boerderij                | 18e eeuw     |           | Terzieterweg 28 | 50° 45' 36" NB, 5° 54' 40" OL | 39278  | Meer afbeeldingen                                                  |
| Vakwerkpand                                                        | Boerderij                | 19e eeuw     |           | Terzieterweg 32 | 50° 45' 38" NB, 5° 54' 40" OL | 39279  | Meer afbeeldingen                                                  |
| Vakwerkhuis                                                        | Boerderij                | 18e eeuw     |           | Terzieterweg 46 | 50° 45' 35" NB, 5° 54' 40" OL | 39280  | Meer afbeeldingen                                                  |
| Hoevecomplex rond binnenplaats                                     | Boerderij                | 18e/19e eeuw |           | Terzieterweg 7  | 50° 45' 53" NB, 5° 54' 52" OL | 334772 | Meer afbeeldingen                                                  |

## Trintelen
De plaats Trintelen telt 1 inschrijving in het rijksmonumentenregister.
| Object | Oorspronkelijke functie? | Bouwjaar            | Architect | Locatie    | Coördinaten?                  | Nr.?  | Afbeelding        |
| --- | ------------------------ | ------------------- | --------- | ---------- | ----------------------------- | ----- | ----------------- |
| Hoeve met binnenplaats van Kunradersteen; ankerjaartal; wagenpoort met zadeldakje; woonhuis uitgebreid in baksteen | Boerderij                | 1724 (ankerjaartal) |           | Eyserweg 2 | 50° 50' 23" NB, 5° 56' 54" OL | 39281 | Meer afbeeldingen |

## Wahlwiller
De plaats Wahlwiller telt 3 inschrijvingen in het rijksmonumentenregister.
| Object | Oorspronkelijke functie? | Bouwjaar          | Architect | Locatie      | Coördinaten?                  | Nr.?  | Afbeelding        |
| --- | ------------------------ | ----------------- | --------- | ------------ | ----------------------------- | ----- | ----------------- |
| Hoeve met binnenplaats van baksteen; het door een mansardedak afgedekte woonhuis met hoekblokken en omlijstingen van Naamse steen. Inrijpoort van Naamse steen | Boerderij                | 1813 (gevelsteen) |           | Oude Baan 45 | 50° 48' 37" NB, 5° 56' 28" OL | 39282 | Meer afbeeldingen |
| Vakwerkschuur en vakwerkwoning | Woonhuis                 |                   |           | Oude Baan 34 | 50° 48' 36" NB, 5° 56' 22" OL | 39283 | Meer afbeeldingen |
| Sint-Cunibertuskerk | Kerk en kerkonderdeel    | 12e eeuw          |           | Oude Baan 23 | 50° 48' 37" NB, 5° 56' 14" OL | 41953 | Meer afbeeldingen |

## Wijlre
De plaats Wijlre telt 28 inschrijvingen in het rijksmonumentenregister. Zie Lijst van rijksmonumenten in Wijlre voor een overzicht.

## Wittem
De plaats Wittem telt 5 inschrijvingen in het rijksmonumentenregister. Zie Lijst van rijksmonumenten in Wittem voor een overzicht.
Beek ·
Beekdaelen ·
Beesel ·
Bergen ·
Brunssum ·
Echt-Susteren ·
Eijsden-Margraten ·
Gennep ·
Gulpen-Wittem ·
Heerlen ·
Horst aan de Maas ·
Kerkrade ·
Landgraaf ·
Leudal ·
Maasgouw ·
Maastricht ·
Meerssen ·
Mook en Middelaar ·
Nederweert ·
Peel en Maas ·
Roerdalen ·
Roermond ·
Simpelveld ·
Sittard-Geleen ·
Stein ·
Vaals ·
Valkenburg aan de Geul ·
Venlo ·
Venray ·
Voerendaal ·
Weert